# Paromphale chionephra
Paromphale chionephra är en fjärilsart som beskrevs av George Francis Hampson 1911. Paromphale chionephra ingår i släktet Paromphale och familjen nattflyn. Inga underarter finns listade i Catalogue of Life.